# Jelisaweta Jewgenjewna Dudkina
Jelisaweta Jewgenjewna Dudkina (russisch Елизавета Евгеньевна Дудкина; * 4. April 2002) ist eine russische Handballspielerin. Sie ist russische Juniorennationalspielerin und Erstligaspielerin im Hallenhandball sowie Nationalspielerin im Beachhandball.

## Hallenhandball
Jelisaweta Dudkina spielt im zentralen oder rechten Rückraum. Sie spielt für GK Dynamo Wolgograd in der höchsten russischen Liga, wird aber auch in der zweiten Mannschaft eingesetzt.
Dudkina spielt für die Auswahl des Oblast Wolgograd. Zudem wurde sie 2019 zu zwei Spielen in die russische U19 berufen und kam gegen die tschechische U19 sowie die belgische U23 zum Einsatz. Beim 29:24-Sieg über die Tschechinnen blieb sie ohne Torerfolg, beim 35:17-Erfolg über Belgien erzielte sie zwei Treffer. Sie stand im erweiterten 30-Spielerinnen-Kader für die U17-EM 2019 in Slowenien.

## Beachhandball
Das erste internationale Turnier mit einer russischen Auswahl bestritt Dudkina 2018 bei den Jugendeuropameisterschaften (U18) in Ulcinj, Mazedonien. Nachdem Russland alle Vorrundenspiele gewonnen hatte, traf man als Tabellen-Erste ihrer Gruppe schon im Viertelfinale auf die Turnier-Favoriten aus Ungarn, die sich eine seltene Niederlagen gegen Spanien geleistet hatten und so nur Gruppenzweite waren. Nachdem der erste Satz klar mit 14-20 verloren wurde, gestaltete sich der zweite Satz mit 17-19 enger, doch gewann am Ende Ungarn das Spiel klar mit 2-0 Sätzen. Somit spielte Russland anschließend nur noch um die Platzierung, schlug hier zunächst die Ukraine, unterlag dann aber im Spiel um Rang fünf Spanien. In allen sechs Spielen eingesetzt erzielte Dudkina 12 Punkte.
Das nächste Turnier waren die 2019 (U17) in Stare Jabłonki. Nach einer Niederlage zum Auftakt gegen die Deutschen Mädchen gelangen anschließend in den beiden anderen Vorrundenspielen gegen die Schweiz und Frankreich Siege. Gegen Frankreich war Dudkina mit acht erzielten Punkten beste russische Werferin. In der Hauptrunde gab es Niederlagen gegen Spanien und die Niederlande und dazwischen einen Sieg über die polnischen Gastgeberinnen. Gegen Spanien traf Dudkina sogar zu 12 Punkten, lag damit aber einen Punkt hinter Tatjana Litwinowa als beste Werferin. Gegen Spanien trafen beide zu 12 Punkten. Als Dritte ihrer Hauptgruppe waren die Russinnen damit nicht für die Halbfinals, sondern die Platzierungsspiele qualifiziert. Hier gelangen Siege über Litauen und Portugal, womit Russland das Turnier auf dem fünften Platz beendete. Mit 66 Punkten aus allen acht möglichen Spielen trat Dudkina in diesem Turnier offensiver auf als im Vorjahr und wurde neben Litwinowa, Sofija Lyschina, Tatjana Medwedewa, Darja Garkuschtschenko und Wiktorija Korobowa in das Aufgebot der direkt im Anschluss an selber Stelle stattfindenden Europameisterschaften 2019 berufen.

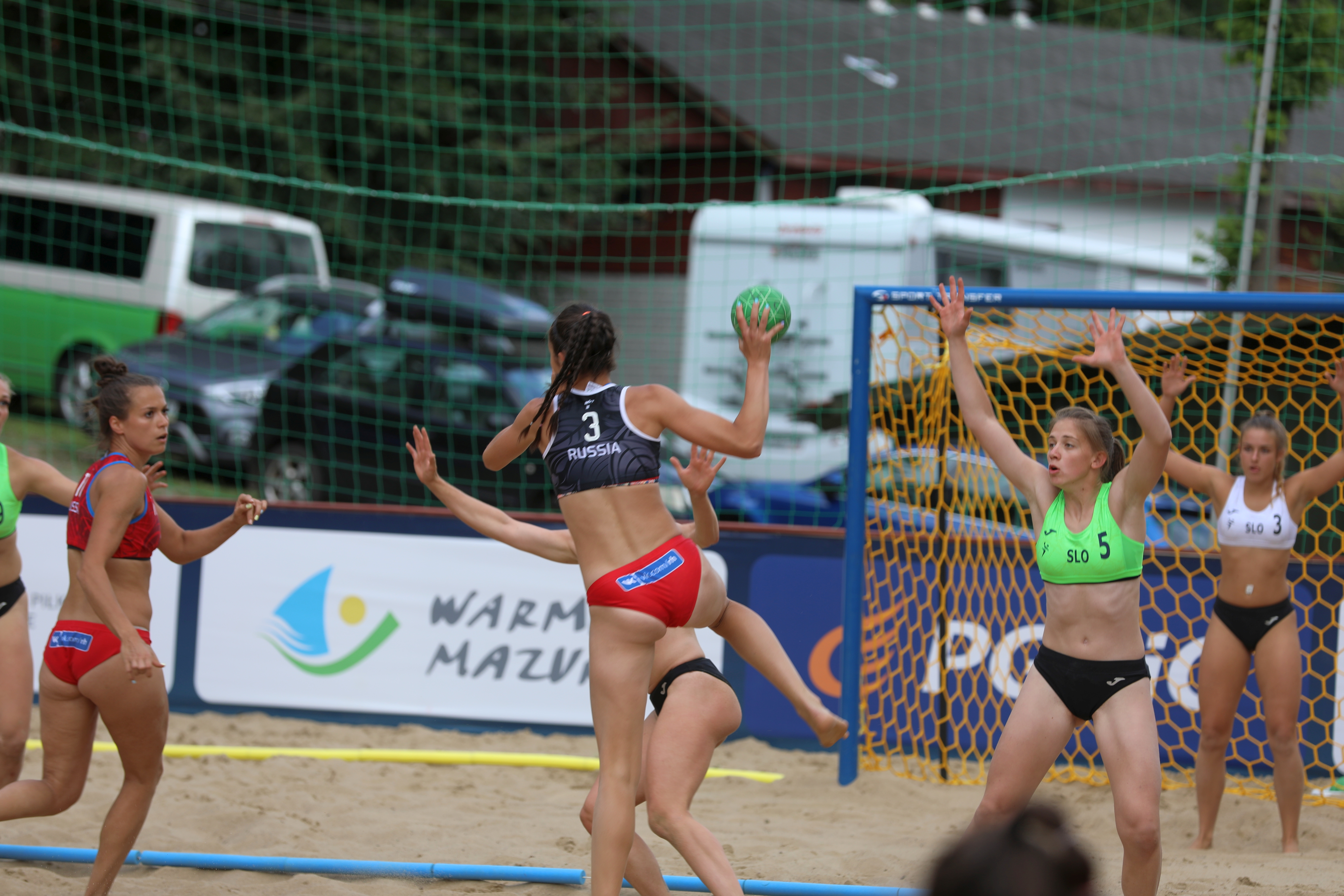
Dudkina (Mitte, #3 mit Ball) gibt den Ball im Trostrundenspiel gegen Slowenien bei der EM 2019 an ihre Teamkameradin Marija Belowa (links) ab; Kaja Krebs (verdeckt) versucht den kommenden Wurf zu blocken, Leila Mujanović (grün, #5) deckt das Zentrum und die Torhüterin Neža Curk erwartet den Abschluss

Dudkina spiele als Specialist. Sie interpretierte diese Rolle als Spielmacherin und kam ungewöhnlich für diese Spezialposition meist über rechts, statt durch die Mitte. Sie teilte sich die Rolle des Specialist mit der im Vorjahr Olympische-Jugendsommerspiel-erprobte Sofja Krachmaljowa. Hatte Krachmalewa vor allem in den wichtigeren Spielen zunächst noch die größeren Spielanteile, konnte die weitaus treffsichere Dudkina ihre Einsatzzeiten im Verlauf des Turniers stark steigern und ihre interne Konkurrentin auf der Position überflügeln. Auch bei der EM spielten die Russinnen als erstes gegen Deutschland und unterlagen erneut in Shootout. Danach folgte gegen Nordmazedonien der einzige Sieg in der Vorrunde. Als Vorletzte ihrer Gruppe gelang nicht die Qualifikation für die Hauptrunde. Bei der Niederlage gegen die Ukraine erzielte Dudkina mit 16 Punkten die meisten der russischen Mannschaft. In der Trostrunde unterlag Russland zunächst ein weiteres Mal gegen Frankreich, bevor zwei Siege gegen Slowenien und Rumänien gelangen. Gegen Slowenien war Dudkina erneut beste Werferin und erzielte 14 Punkte. Es folgten die Platzierungsspiele. Hier gewannen die Russinnen ihr erstes Spiel gegen die Türkei und schlugen im letzten Spiel um den neunten Rang die Deutschen Frauen. Dudkina bestritt alle zehn möglichen Partien. Mit 88 Punkten war sie hinter Xenija Djatschenko, der besten Werferin des Turniers, zweitbeste russische Scorerin. Damit erzielte sie so viele Punkte wie Neslihan Çalışkan, Andrea Galván Pavón und Maud-Éva Copy und war 14.-beste Werferin des Turniers.

## Einzelbelege
1. ↑  Федерация гандбола России: Игра 24.03.2019: Чехия U19 - Россия U19. Abgerufen am 4. April 2021 (russisch).
2. ↑  Федерация гандбола России: Игра 23.03.2019: Бельгия U23 - Россия U19. Abgerufen am 4. April 2021 (russisch).
3. ↑  http://w17ehfeuro.site.sitexo.com/en/-34
4. ↑  European Handball Federation - 2018 Women's ECh Beach Handball 18 / Final Tournament. Abgerufen am 23. Februar 2021 (englisch).
5. ↑  European Handball Federation - 2019 Women's Ech Beach Handball 17 / Final Tournament. Abgerufen am 4. April 2021 (englisch).
6. ↑  European Handball Federation - 2019 Women's ECh Beach Handball / Final Tournament. Abgerufen am 18. November 2020 (englisch).

| Personendaten    | Personendaten |
| ---------------- | --- |
| NAME             | Dudkina, Jelisaweta Jewgenjewna |
| ALTERNATIVNAMEN  | Dudkina, Jelisaweta; Дудкина, Елизавета Евгеньевна (russisch); Dudkina, Elizaveta Evgenievna (englische Transkription); Dudkina, Yelisaveta Evgenievna (englische Transkription) |
| KURZBESCHREIBUNG | russische Handballspielerin |
| GEBURTSDATUM     | 4. April 2002 |